# Üstmamò (album 1991)
Üstmamò è il primo album studio dell'omonimo gruppo italiano; è stato pubblicato nel 1991.

## Tracce
1. Üstmamò
2. Filikudi
3. Fila-Filastrocca
4. Stupito Sguardo
5. Strocca-Canzone d'accatto
6. Vengo a Voi...
7. Amminramp
8. Lieto Evento Finale
9. Vietato Vietato
10. 100 Pecore e 1 Montone
11. C'era una Volta... Un Re
12. Torna Maggio

## Formazione
- Mara Redeghieri - voce
- Ezio Bonicelli - chitarra, violino, melodica e sintetizzatori
- Luca Alfonso Rossi - basso, banjo, batteria elettronica, programmazione e cori
- Simone Filippi - chitarra e cori
- Turnisti:
- Cristiano Bottai - batteria